# Georg Wenzeslaus von Knobelsdorff

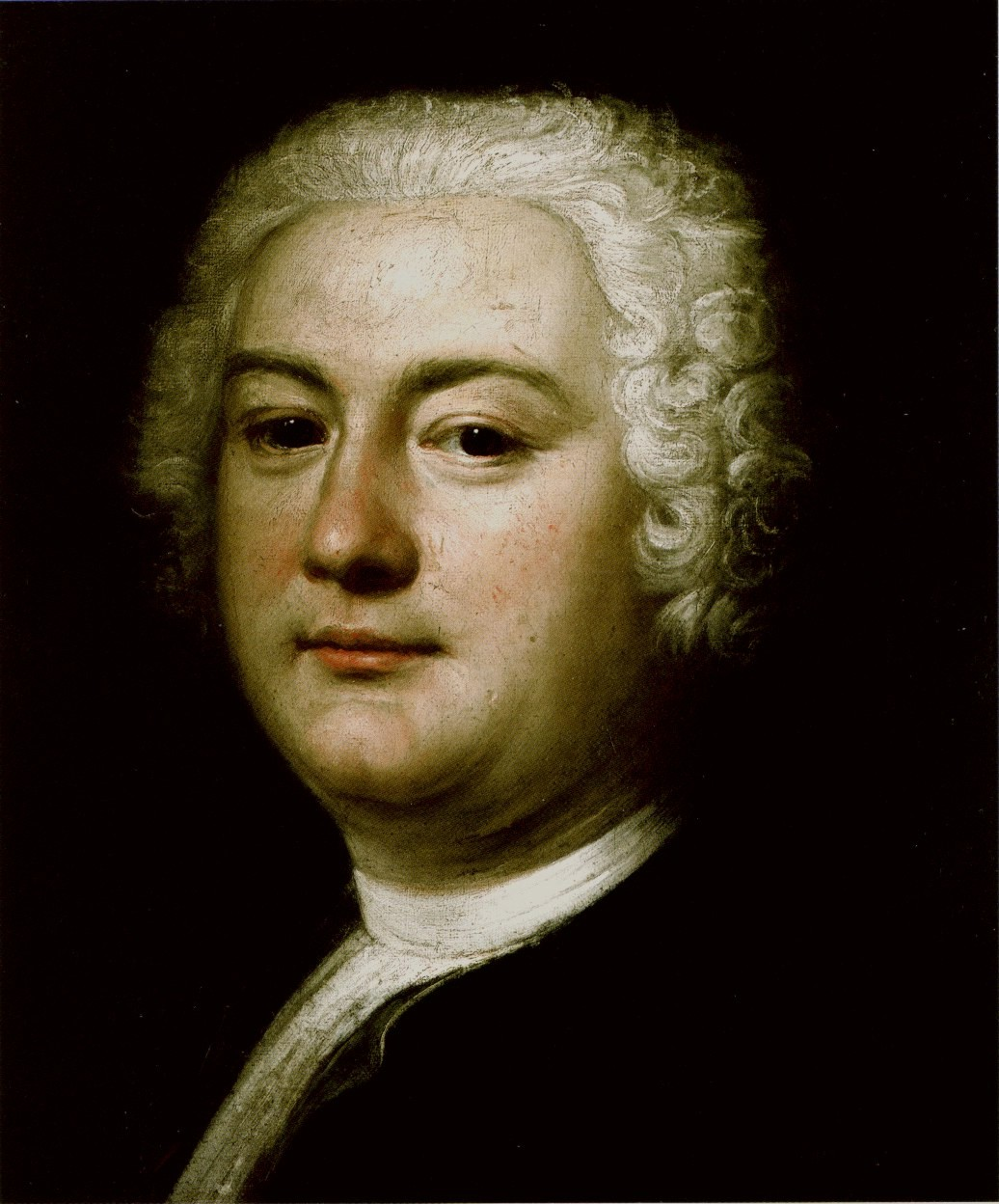
Von Knobelsdorff in 1732

Hans Georg Wenzeslaus baron von Knobelsdorff (Landgoed Kuckädel bij Crossen an der Oder, 17 februari 1699 - Berlijn, 16 september 1753) was achtereenvolgens militair, portret- en landschapsschilder, theaterdirecteur, landschapsarchitect, binnenhuisarchitect en vooral een bekend Duits architect. Hij werkte gedurende vele jaren voor de Duitse koning Frederik II van Pruisen en leverde in twee decennia vele ontwerpen voor kastelen, paleizen, parken, beelden, obelisken etc., die het aanzicht van vooral de steden Berlijn en Potsdam sterk beïnvloeden.

## Belangrijkste bouwwerken

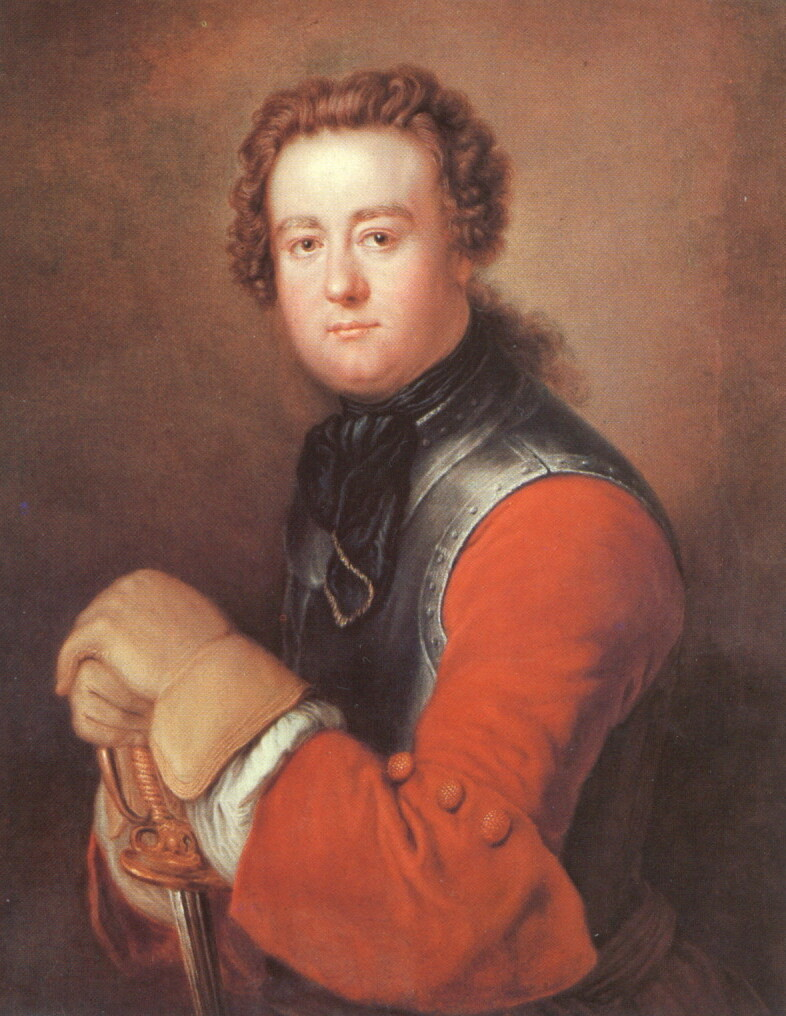
Von Knobelsdorff in 1738

- 1734 - Apollotempel in de Amaltheatuin in Neuruppin.
- 1737 - Verbouwing van het slot te Rheinsberg (tot 1740).
- 1740 - Plannen voor de wederopbouw van de afgebrande stad Rheinsberg. Plannen en verbouwing van het Berlijnse Operagebouw (tot 1743). Uitbreiding van het Slot Monbijou in Berlijn (tot 1742). Nieuwe vleugel aan het Slot Charlottenburg (tot 1742, inrichting tot 1746).
- 1741 - Begin van de aanpassing van de Tiergarten te Berlijn.
- 1744 - Verbouwing van het Stadtschloss Potsdam (tot 1752) en plannen voor het Park van Sanssouci.
- 1745 - Ontwerp voor het zuilenportaal van het Park van Sanssouci. Plannen voor het Slot Sanssouci (gereedd 1747).
- 1747 - Ontwerp voor de Sint-Hedwigskathedraal in Berlijn.
- 1748 - Plannen voor de verbouwing van het paleis te Dessau (niet uitgevoerd).
- 1749 - Ontwerp voor de Marmerzaal in het Stadtschloss Potsdam.
- 1751 - Ontwerp voor de Rehgartenkolonnade en voor de Neptunsgrot in het Park van Sanssouci.
- 1752 - Bouw van de Franse kerk in Potsdam.
- 1753 - Ontwerpen voor de Obelisk op de markt in Potsdam en voor de Neustädter Tor in Potsdam.

- Bibliothèque nationale de France: cb11964486q (data)
- Gemeinsame Normdatei: 118563734
- International Standard Name Identifier: 0000 0000 6678 2835
- KulturNav: 0fcedd9f-7a5e-4fac-a11e-cbfc62d3d811
- Library of Congress Control Number: n81061561
- Nationale Bibliotheek van Letland: 000227528
- Nationale Bibliotheek van Tsjechië: xx0075743
- Nationale Bibliotheek van Israël: 987007459854705171
- Nederlandse Thesaurus van Auteursnamen: 068693702
- RKD-Nederlands Instituut voor Kunstgeschiedenis: 45092
- Système universitaire de documentation: 059082119
- Union List of Artist Names: 500022893
- Virtual International Authority File: 64799353
- WorldCat: E39PBJpPypmbkBrffHTH4KjDMP